# Charles-Ferdinand Ramuz
Charles-Ferdinand Ramuz (Cully, 24 september 1878 - Pully, 23 mei 1947) was een Zwitserse, Franstalige schrijver.
Hij studeerde filosofie aan de Universiteit van Lausanne. Van 1903 tot 1914 woonde hij in Parijs, waarna hij vanwege de Eerste Wereldoorlog weer terugkeerde naar zijn geboorteland. In 1927 werd hij bekroond met de Gottfried-Keller-Preis.
Een van zijn bekendste werken is het melodrama Histoire du Soldat, dat door Igor Stravinski op muziek is gezet.
Ramuz' op de spreektaal van Frans-Zwitserse boeren geënte schrijfstijl wekte de nodige weerstand in geletterde Parijse kringen. In 1926 namen voor- en tegenstanders van de schrijver stelling in een bundel essays met de titel Pour ou contre C. F. Ramuz. Op zijn beurt reageerde de schrijver in 1929 met de apologie Lettre à Bernard Grasset. Daarin stelt hij, tegenover het Schoolfrans dat in de meeste Franse romans de boventoon voert, zijn eigen taalvariant: het Openluchtfrans.

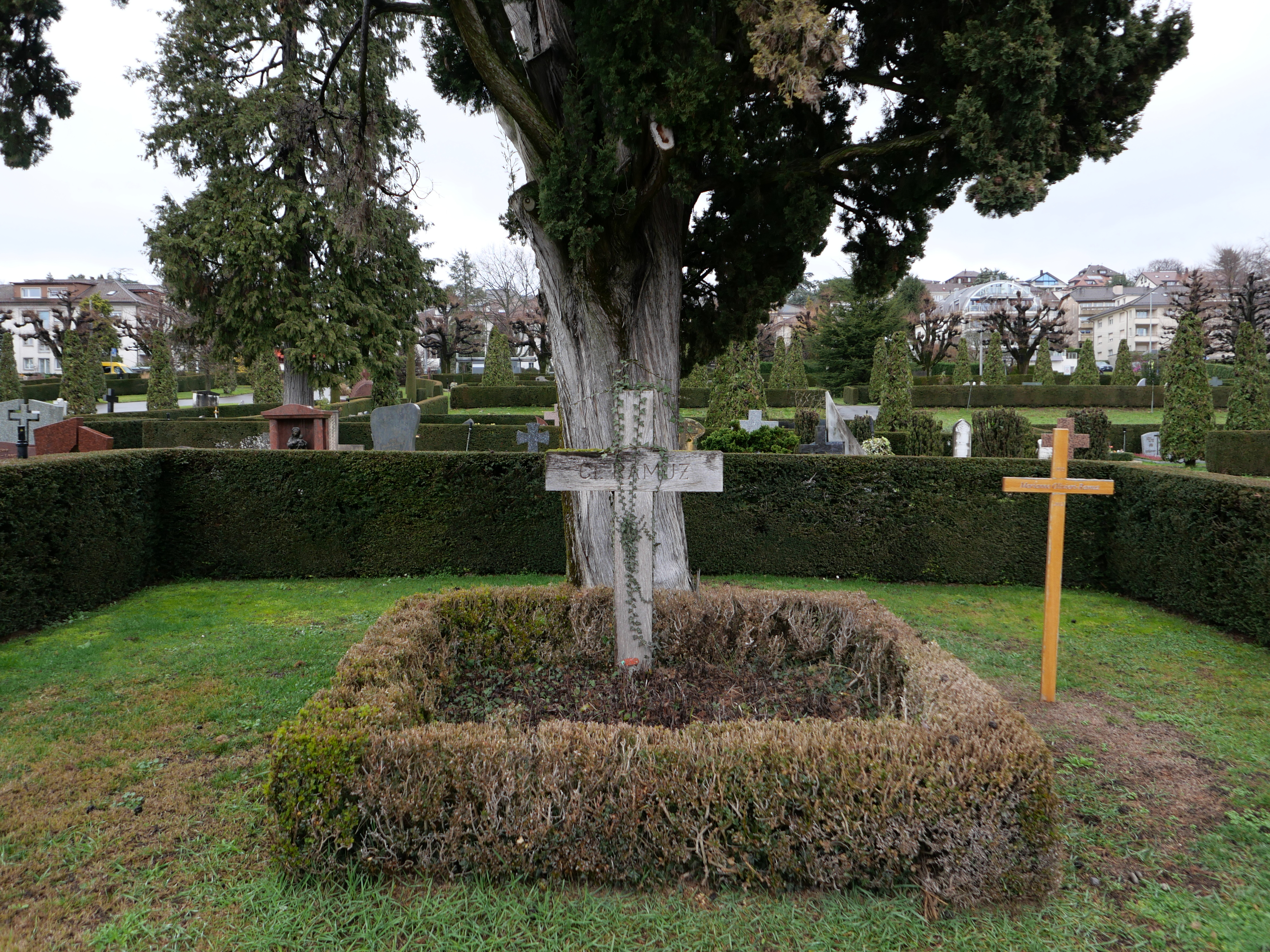
Het graf van Ramuz en zijn dochter Marianne Olivieri-Ramuz (1913–2012) op de begraafplaats van Pully.

## Publicaties
- Le petit village (poëzie) (1903)
- Aline (1905)
- Jean-Luc persécuté (1909) (vertaald door Pol Heyns als De waanzin van Jean-Luc, 1951, met houtskooltekeningen van Albert Servaes)
- Aimé Pache, peintre vaudois (1911)
- Vie de Samuel Belet (1913)
- Raison d'être (1914)
- Le Règne de l'esprit malin (1917)
- La Guérison des malades (1917)
- Het libretto van Histoire du Soldat (1918), op muziek gezet door Igor Stravinsky (vertaald door Martinus Nijhoff als De Geschiedenis van de Soldaat, 1930)
- Les Signes parmi nous (1919)
- Salutation paysanne (1919)
- Terre du ciel (1921)
- Présence de la mort (1922)
- La Séparation des races (1922)
- Passage du poète (1923)
- L'Amour du monde (1925) (vertaald door Marie W. Vos als Menschenliefde, 1926)
- La Grande Peur dans la montagne (1926) (vertaald door Rokus Hofstede als De grote angst in de bergen, 2019).
- La Beauté sur la terre (1927) (vertaald door Rokus Hofstede als Schoonheid op aarde, 2023).
- Adam et Eve (1932)
- Farinet ou la Fausse Monnaie (1932)
- Derborence (1934)
- Questions (1935)
- Le Garçon savoyard (1936)
- Taille de l'homme (1937)
- Besoin de grandeur (1937)
- Si le soleil ne revenait pas... (1937)
- Paris, notes d'un vaudois (1938)
- Découverte du monde (1939)
- La guerre aux papiers (1942)
- René Auberjonois (1943)
- Nouvelles (1944)

## Trivia
- Charles-Ferdinand Ramuz staat afgebeeld op het biljet van 200 Zwitserse frank.
- De literatuurprijs Grand prix C.F. Ramuz is naar hem vernoemd en wordt sinds 1955 elke vijf jaar uitgereikt.
- Hij was bevriend met de Zwitserse schrijfster, journaliste en feministe Alice Rivaz (1901-1998).[3]

- Bibsys: 90158842
- Biblioteca Nacional de Chile: 000216690
- Biblioteca Nacional de España: XX909841
- Bibliothèque nationale de France: cb119211165 (data)
- Catàleg d'autoritats de noms i títols de Catalunya: 981058523410106706
- CiNii: DA03409098
- Gemeinsame Normdatei: 118598236
- Historisch woordenboek van Zwitserland: 016054
- International Standard Name Identifier: 0000 0001 2123 5819
- Library of Congress Control Number: n79076651
- Nationale Bibliotheek van Letland: 000217275
- MusicBrainz: aa1ac7e9-6aa1-484b-bb8d-ca4ccebae8ae
- Bibliotheek van het Japanse parlement: 00453667
- Nationale Bibliotheek van Tsjechië: jn20000604566
- Nationale bibliotheek van Australië: 35441166
- Nationale Bibliotheek van Israël: 987007271606505171
- Nationale Bibliotheek van Polen: a0000002969114
- Nationale en Universitaire bibliotheek Zagreb: 000203487
- Nederlandse Thesaurus van Auteursnamen: 068364687
- Istituto Centrale per il Catalogo Unico: CFIV000281
- LIBRIS: 86031
- SNAC: w6rf64gb
- Système universitaire de documentation: 027089215
- Theaterlexikon der Schweiz: Charles_Ferdinand_Ramuz
- Trove: 953881
- Union List of Artist Names: 500337580
- Virtual International Authority File: 22147577
- WorldCat: E39PBJpdQfMjGgbfdKWJd7kRrq